# 大石哲史
大石 哲史（おおいし さとし、1955年2月23日 - ）は、日本の歌手、俳優、演出家。オペラシアターこんにゃく座副代表。

## 略歴
古刹勧修寺の中にある一寺、仏光院に生まれ育つ。祖母は尼僧の大石順教。幼少の頃より畠山みどりの歌に魅せられ、歌謡曲を歌うようになる。中学の頃には親戚に買ってもらったギターに夢中になり、高校では合唱部に入ったことで林光の合唱曲「蹄鉄屋の歌」に出会う。この合唱部の指導をしていた林浅子の勧めで、本格的に歌を勉強することになる。ディートリヒ・フィッシャー＝ディースカウのレコードに衝撃を受け、バリトン歌手になることを強く目指し始める。

京都市立芸術大学を卒業後は一旦教職に就くが、関西二期会や京都オペラグループに所属しながら演奏活動を続ける。ある時、友人の勧めでこんにゃく座の「白墨の輪」と「べっかんこ鬼」を見てこんにゃく座への入座を決意、1981年に入座を果たす。1988年から1991年まで同団体の代表を務め、また2009年からは副代表として在籍している。

こんにゃく座入座後は「セロ弾きのゴーシュ」のゴーシュ役、「フィガロの結婚」のフィガロ役、「金色夜叉」の貫一役、「三文オペラ」のマック役など、多く主演を務める。またこんにゃく座のオペラに演出家として関わる機会も増えてきている。

## おもな出演作品

### オペラ
- フィガロの結婚（1984年） - フィガロ役
- セロ弾きのゴーシュ（1986年） - ゴーシュ役
- 白墨の輪（1988年） - アツダク役
- 十二夜（1989年） - フェステ役
- ハムレットの時間（1990年） - ハムレット役
- 森は生きている（1992年） - 12月の精・博士、11月の精・兵士役
- 魔法の笛（1994年） - パパゲーノ役
- ガリレイの生涯（1995年） - ガリレオ・ガリレイ役
- 金色夜叉（1995年） - 間貫一役
- 変身（1996年） - K役
- 吾輩は猫である（1998年） - 苦沙弥役
- フィガロの結婚（2003年） - アルマヴィーヴァ伯爵役
- ロミオとジュリエット（2006年） - 修道士ロレンス役
- 三文オペラ（2010年） - マック役
- アルレッキーノ（2013年） - アルレッキーノ役
- リア王（2024年） - リア王 役[1]

### 舞台
- 夏の夜の夢（1991年） - スナウト役

### テレビ
- 宮澤賢治音楽の旅（1992年、NHK）
- 題名のない音楽会（1996年、テレビ朝日）
- 芸術劇場（1996年、NHK）

## おもな演出作品
- そしてみんなうそをついた～芥川龍之介「藪の中」による～（2008年）
- よだかの星（2009年）
- 想稿・銀河鉄道の夜（2010年、2017年）
- ねこのくにのおきゃくさま（2011年）
- 森は生きている（2012年）
- タング－まほうをかけられた舌－（2017年）
- 末摘花（2020年）

## CD
- 走れメロス
- 「大石哲史・萩京子をうたう･･･12才〜88才･･･うたかたのジャズ」
- 「大石哲史、林光を歌う ―雨の音楽―」
- 「大石哲史・萩京子を歌うⅡ ある墓碑銘」